# Экспедиция на Ред-Ривер (1806)
Экспедиция на Ред-Ривер (англ. Red River Expedition) проходила с 19 апреля 1806 года по 28 июля 1806 года, и была одной из первых гражданских научных экспедиций, исследовавших юго-запад Соединённых Штатов. Целью миссии было найти истоки реки Ред-Ривер от Миссисипи в качестве возможного торгового пути в Санта-Фе, который тогда находился под испанским колониальным контролем в Нью-Мексико; контактировать с коренными американцами в торговых целях; собрать данные о флоре, фауне и топографии, нанести на карту страну и реку; и оценить землю для поселения. Испанские официальные лица перехватили экспедицию в 990 км вверх по течению, на территории нынешнего северо-восточного Техаса, и повернули её обратно до того, как группа достигла всех своих целей.

## Планирование
Третий американский президент Томас Джефферсон поставил экспедицию на Ред-Ривер на второе место по важности после экспедиции Льюиса и Кларка, которая достигла Тихого океана через северо-запад. Ред-Ривер тянется к западу от места слияния с рекой Миссисипи, пересекая территорию нынешнего штата Луизиана и часть юго-западного Арканзаса. Дальше на запад река образует современную южную границу Оклахомы, где она встречается с Техасом, и, как теперь известно, берёт своё начало в Техасском выступе.
После приобретения земель Луизианы в 1804 году Джефферсон поручил военным группам исследовать незнакомую территорию и собрать научные данные о флоре и фауне, топографии и этнографии многих коренных народов Америки. Отправив группу исследователей вверх по Ред-Ривер, Джефферсон хотел проверить сообщения о том, что река может обеспечить водный путь в Санта-Фе в Нью-Мексико (тогда часть Новой Испании). Другие цели заключались в том, чтобы наладить торговые и политические отношения с различными племенами американских индейцев, а также определить местонахождение юго-западной и западной границ Луизианской покупки с Новой Испанией.
В 1805 году и в начале 1806 года президент начал назначать руководителей экспедиции. В качестве учёных он выбрал астронома-геодезиста Томаса Фримена (англ. Thomas Freeman; который недавно был с Эндрю Элликоттом в его исследовании южной границы Соединённых Штатов) и Питера Кастиса (англ. Peter Custis; учился на студента-медика в Филадельфии, и выполнял функции ботаника и этнографа группы). Капитан Ричард Спаркс (англ. Richard Sparks) был выбран для руководства войсками. По мере приближения даты отъезда экспедиции набиралось всё больше солдат, пока в общей сложности группа не насчитывала двадцать четыре человека.
Президент Джефферсон убедил Конгресс профинансировать это мероприятие. Он работал с иностранными дипломатами в Вашингтоне, чтобы убедить их, что исследование проводилось в научных целях и не угрожало их интересам. И Великобритания, и Франция приняли это предложение, но Испания возражала, поскольку она также претендовала на исследование Луизианских территорий, которые она только что была вынуждена передать французскому императору Наполеону, который неожиданно продал обширные внутренние континентальные земли американцам. Они не хотели вооружённой военной экспедиции на оставшейся территории или вблизи неё.

## Экспедиция
19 апреля 1806 года группа, состоящая теперь из 24 человек (Фриман и два его помощника; Спаркс, командовавший военным отрядом, с двумя офицерами, семнадцатью рядовыми и слугой) отплыла на двух баржах с плоским дном и пироге из Форта Адамса недалеко от Натчеза, Миссисипи, и повернули в Ред-Ривер, чтобы идти вверх по течению на запад. Группа постепенно набирала солдат по пути в ответ на слухи о возможном нападении испанских войск и вскоре насчитывала сорок пять человек. К 28 июля группа находилась в 615 милях вверх по реке, недалеко от того места, где сейчас находится Нью-Бостон, штат Техас, когда они услышали выстрелы на расстоянии, указывающие на присутствие испанских войск.
«Надеясь спровоцировать международную конфронтацию ради личной выгоды», американский генерал Джеймс Уилкинсон с территории Луизианы тайно уведомил Испанию об экспедиции Фримена (ранее у него были отдельные дела с ними), и они отправили две группы солдат на перехват экспедиции. Группа Фримена была остановлена у того места, которое с тех пор называют «Испанским утёсом» на реке. Испанский командующий и Фримен провели переговоры. Испанцы заявили, что им было приказано стрелять по любым иностранным вооружённым войскам, проходящим через территорию Испании. В ответ Фриман потребовал, чтобы испанцы представили свои возражения против прохода команды в письменном виде и назвать основания, в соответствии с которым они предпринимали действия. Испанский командующий спросил, когда они собираются отправиться в обратный путь. Экипаж Фримена сильно превосходил противника численностью, но президент приказал экспедиции избегать любых конфликтов с испанцами. На следующий день экспедиция повернула назад и вернулась вниз по реке к исходной точке.
Внезапное завершение экспедиции и политическое затруднение, которое она вызвала у администрации Джефферсона, затмили её результаты. Со временем она оказалась успешной в некоторых аспектах. В сочетании с экспедицией Данбара и Хантера в низменности Луизианы группа Ред-Ривер продемонстрировала, что исследование этой области возможно; кроме того, учёные сообщили, что земля может поддерживать большое население. Пограничный разгром, как его воспринимали в то время, привлёк большое внимание. Но официальных комментариев по поводу этих событий не поступало, а единственная печатная брошюра изначально была единственным опубликованным материалом о путешествии. Новаторская работа Кастиса в области натурализма не была вытеснена гораздо более поздними экспедициями, но его открытия были затемнены более впечатляющим количеством материала, собранного экспедицией Льюиса и Кларка.

## Результаты
В современных Луизиане и Арканзасе экспедиция установила хорошие отношения с деревнями на реке народов Кэддо и Коасати. Фриман и Кастис записали ценную информацию о народах и экологии этого района. Отчасти из-за дипломатического фурора, вызванного перехватом экспедиции, Испания изменила свою стратегию и открыла территорию Ред-Ривер для американских торговцев.
Учитывая ограниченную продолжительность экспедиции, учёные собрали мало материала по сравнению с крупными открытиями Льюиса и Кларка. Но журнал Фримена и новаторский отчет Кастиса по естествознанию содержали ценную информацию об американских индейцах и других аспектах территории Ред-Ривер. Работа Кастиса была опубликована за два десятилетия до экспедиций Томаса Натолла, Эдвина Джеймса и Томаса Сэя, но какое-то время на неё не обращали внимания.
Американский исследователь Рэндолф Б. Марси наконец обнаружил истоки Ред-Ривер в 1852 году.